# Condado de Anoka
El condado de Anoka (en inglés: Anoka County) es un condado en el estado estadounidense de Minnesota. En el censo de 2010 el condado tenía una población de 330.844 habitantes. Forma parte del área metropolitana de Minneapolis – Saint Paul. La sede de condado es Anoka. El condado fue formado el 23 de mayo de 1857 a partir de porciones de los condados de Benton y Ramsey. Fue nombrado en honor a la ciudad de Anoka. Anoka significa "en ambos lados" en idioma Dakota, en referencia a la ubicación de la ciudad con respecto al río Rum.

## Geografía
Según la Oficina del Censo, el condado tiene un área total de 1.156 km² (446 sq mi), de la cual 1.097 km² (424 sq mi) es tierra y 59 km² (22 sq mi) (5,08%) es agua.

### Condados adyacentes
- Condado de Isanti (norte)
- Condado de Chisago (noreste)
- Condado de Washington (sureste)
- Condado de Ramsey (sureste)
- Condado de Hennepin (suroeste)
- Condado de Sherburne (noroeste)

### Áreas protegidas nacionales
- Mississippi National River and Recreation Area

## Autopistas importantes
- Interestatal 35
- Interestatal 35E
- Interestatal 35W
- Interestatal 694
- U.S. Route 10
- U.S. Route 169
- Ruta estatal de Minnesota 47
- Ruta estatal de Minnesota 65
- Ruta estatal de Minnesota 242
- Ruta estatal de Minnesota 610

## Demografía
En el  censo de 2000, hubo 298.084 personas, 106.428 hogares y 79.395 familias residiendo en el condado. La densidad poblacional era de 704 personas por milla cuadrada (272/km²). En el 2000 había 108.091 unidades habitacionales en una densidad de 255 por milla cuadrada (99/km²). La demografía del condado era de 93,64% blancos, 1,60% afroamericanos, 0,70% amerindios, 1,69% asiáticos, 0,02% isleños del Pacífico, 0,65% de otras razas y 1,71% de dos o más razas. 1,66% de la población era de origen hispano o latino de cualquier raza. 
La renta promedio para un hogar del condado era de $57.754 y el ingreso promedio para una familia era de $64.261. En 2000 los hombres tenían un ingreso medio de $41.527 versus $30.534 para las mujeres. La renta per cápita para el condado era de $23.297 y el 4,20% de la población estaba bajo el umbral de pobreza nacional.

## Localidades

### Ciudades
| - Andover - Anoka - Bethel - Blaine | - Centerville - Circle Pines - Columbia Heights - Columbus | - Coon Rapids - East Bethel - Fridley - Ham Lake | - Hilltop - Lexington - Lino Lakes - Nowthen | - Oak Grove - Ramsey - Spring Lake Park - St. Francis |

### Municipios
- Municipio de Linwood

### Lugar designado por el censo
- Martin Lake